# Always on My Mind
"Always on My Mind" er en amerikansk countrysang, skrevet af Johnny Christopher, Mark James og Wayne Carson Thompson. 
Sangen er oprindeligt indspillet af Brenda Lee, men er sidenhen kopieret i et utal af versioner, hvor Elvis Presleys er den bedst kendte, men hvor også Pet Shop Boys (1987) og Willie Nelsons (1982) indspilninger har markeret sig. I 1983 fik Willie Nelson en Grammy Award for Best Male Country Vocal Performance for sin version af sangen.

## Elvis Presleys version
Elvis Presley indspillede sin version af "Always On My Mind" den 29. marts 1972. Sangen blev udsendt som B-side på en single, hvor A-siden var Separate Ways. Pladen blev et hit, hvor det viste sig, at det især var B-siden, der blev populær. Dette medførte, at da den kort tid efter blev lanceret i Europa var der byttet om på A- og B-siderne.
"Always On My Mind" er også med i hans sidste film Elvis On Tour, ligeledes fra 1972. "Always on My Mind" findes endvidere på CD'en 2nd To None, som blev udsendt af RCA i 2003 som en naturlig opfølger på forrige års succesudgivelse ELV1S 30 #1 HITS.
Presleys succes med "Always On My Mind" medførte, at Brenda Lees oprindelige version kom på country-hitlisterne i slutningen af 1972.

## Teksten
Den enkle, men gribende, tekst er således:
Maybe I didn't treat you quite as good as I should have,
Maybe I didn't hold you quite as often as I could have,
Little things I should have said and done,
Well, I just never took the time.
You were always on my mind,
You were always on my mind.
Maybe I didn't hold you all those lonely, lonely times,
And I guess I never told you, I'm so happy that you're mine,
If I made you feel second best,
Girl, I'm so sorry, I was blind.
You were always on my mind,
You were always on my mind,
Tell me, tell me that your sweet love hasn't died,
Give me, give me one more chance to keep you satisfied,
If I made you feel second best,
Girl, I'm so sorry, I was blind.
You were always on my mind,
You were always on my mind.

## Andet
Over 30 år efter udgivelsen var Elvis Presleys version en af de officielle sange ved WM i fodbold i 2006 og er at finde på den compilation, Voices from the FIFA World Cup, der blev udsendt ved denne lejlighed.